# 吳越潮
吳越潮（1915年9月30日—1987年5月6日），字曜超。祖籍山東牟平，自其先祖泰福公率族人遷往東北墾荒，先在吉林農安落戶，其後復移籍黑龍江大賚縣。民國37年（1948年）在嫩江省選區當選第一屆立法委員

## 生平[1][2][3]
- 國立北平大學法商學院國際貿易系畢業
- 財政部稅務署稽核、直接稅署督察
- 財務人員訓練所講師
- 經濟部專門委員
- 財政部雲南區直接稅管理局副局長、代理局長
- 黑龍江省政府委員[4]、財政廳廳長[5]
- 民國76年5月6日病逝[6]